# Simone Tanner Chaumet

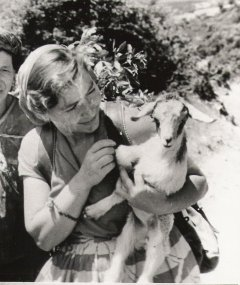
Simone Chaumet (1953)

Simone Tanner Chaumet (1916 - 25 mei 1962) was een Franse vredesactiviste en vrijwilligster voor SCI (Service Civil International) tussen 1943 en 1945 in Frankrijk en tussen 1951 en 1956 in Algerije. Ze werd gehuldigd als Righteous Among the Nations door de Staat Israël in 2011 voor het redden van Joodse kinderen tijdens deTweede Wereldoorlog.

## Biografie
Chaumet werd geboren tijdens de Eerste Wereldoorlog, maar haar precieze geboortedatum en -plaats zijn onbekend. Ze heeft haar vader nooit gekend. Dit had invloed op haar gevoeligheid in haar jeugd. Haar moeder trouwde opnieuw. Haar stiefvader was een aardige man en verhuisde met zijn vrouw en twee dochters naar Cannes. De band tussen Chaumet en haar stiefvader was sterk. In 1942 werd ze samen met haar vriend Jamy Bissérier lid van de CLAJ (Club Loisirs Action Jeunesse), welke verbonden is met 'Amitiés Chrétienne' in Col du Fanget in de Franse Alpen. In 1943 werd ze hier secretaris. Terwijl ze hier werkte redde ze tijdens de Tweede Wereldoorlog in Frankrijk het leven van enkele Joodse kinderen (François Gelbert, Maurice en Charles Wrobel, Gilbert en Maxime Allouche)

## Chaumet en SCI (Service Civil International)
SCI was erg belangrijk in Chaumets leven. Ze besteedde aandacht aan de oproepen van SCI en besloot vrijwilligerswerk te doen voor hen. Ze was hierin erg actief in Frankrijk tussen 1945 en 1950 en was een langetermijnvrijwilliger in Algerije tussen 1951 en 1956. Ze trouwde met SCI-secretaris Emile Tanner. Chaumet onderzocht het nut van onderwijs terwijl ze als vrijwilliger van SCI een school startte in Bouzaréah. Ze wilde kinderen die onderwijs nodig hadden helpen, alsook mensen helpen die niet konden lezen en schrijven.

## Dood en Herdenking
Chaumet werd vermoord op 25 mei 1962 tijdens de Algerijnse onafhankelijkheidsoorlog. Op 7 mei 2005 werd een gedenkplaat geplaatst op de Col du Fanget. De kinderen wier leven ze had gered (François Gelbert, Gilbert en Maxime Allouche) woonden de herdenking bij ter ere van haar. Ook werd ze herdacht in Israël vanwege het redden van deze Joodse kinderen tijdens de Tweede Wereldoorlog in Frankrijk.
Op 24 oktober 2011 werd ze gehuldigd als Rechtvaardige Onder de Volkeren in de Salle des Fêtes de la Mairie du 6e arrondissement in Parijs. Tanner Chaumet wordt bij het Algerijnse ministerie van Buitenlandse Zaken vermeld op de Wall of the Missing van de tijdens de oorlogen in Algerije verloren mensen.